# Émile Bertin (1931)
Émile Bertin byl lehký křižník francouzského námořnictva. Jeho jméno nesl francouzský inženýr a konstruktér válečných lodí Louis-Émile Bertin. Mezi hlavní úkoly křižníku patřilo zejména vedení flotily torpédoborců a kladení min. Jeho hlavní slabinou bylo téměř neexistující pancéřování. Émile Bertin byl první francouzskou válečnou lodí, která nesla třídělové věže. Jeho konstrukce byla základem následujících lehkých křižníků třídy La Galissonnière. Křižník byl ve službě v letech 1935–1959. Účastnil se bojů druhé světové války.

## Stavba

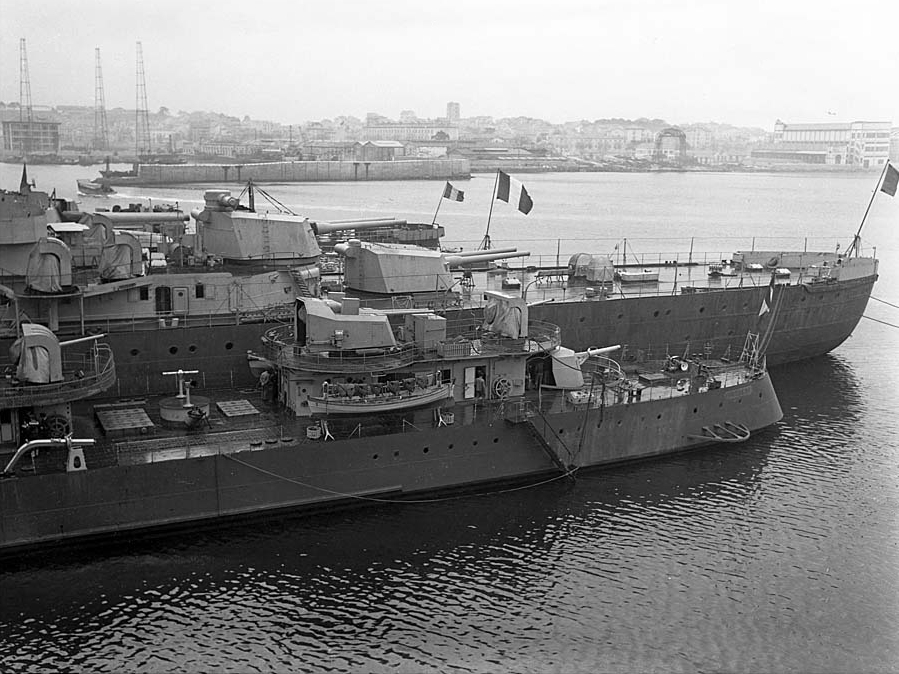
Zadní dělové věže křižníku Émile Bertin

Plavidlo postavila francouzská loděnice Ateliers et Chantiers de Saint-Nazaire Penhoët v Saint-Nazaire. Stavba byla zahájena 18. srpna 1931, dne 9. května 1933 bylo spuštěno na vodu a dne 28. ledna 1935 zařazeno do služby.

## Konstrukce
Po dokončení křižník nesl devět 152mm kanónů Modelu 1930, čtyři 90mm kanóny Modelu 1926, osm 37mm kanónů, osm 13,2mm kulometů a šest 550mm torpédometů. Pohonný systém tvořilo šest kotlů a čtyři turbíny o  výkonu 102; 000; ho, pohánějící čtyři lodní šrouby. Nejvyšší rychlost dosahovala 34 uzlů. Dosah byl 3600 námořních mil při rychlosti 15 uzlů.

### Modernizace
Při modernizaci provedené za války v USA byly sejmuty katapult, torpédomety a změněno složení lehké výzbroje. Tu tvořilo devět 155mm kanónů, osm 90mm kanónů, šestnáct 40mm kanónů a dvacet 20mm kanónů.

## Služba

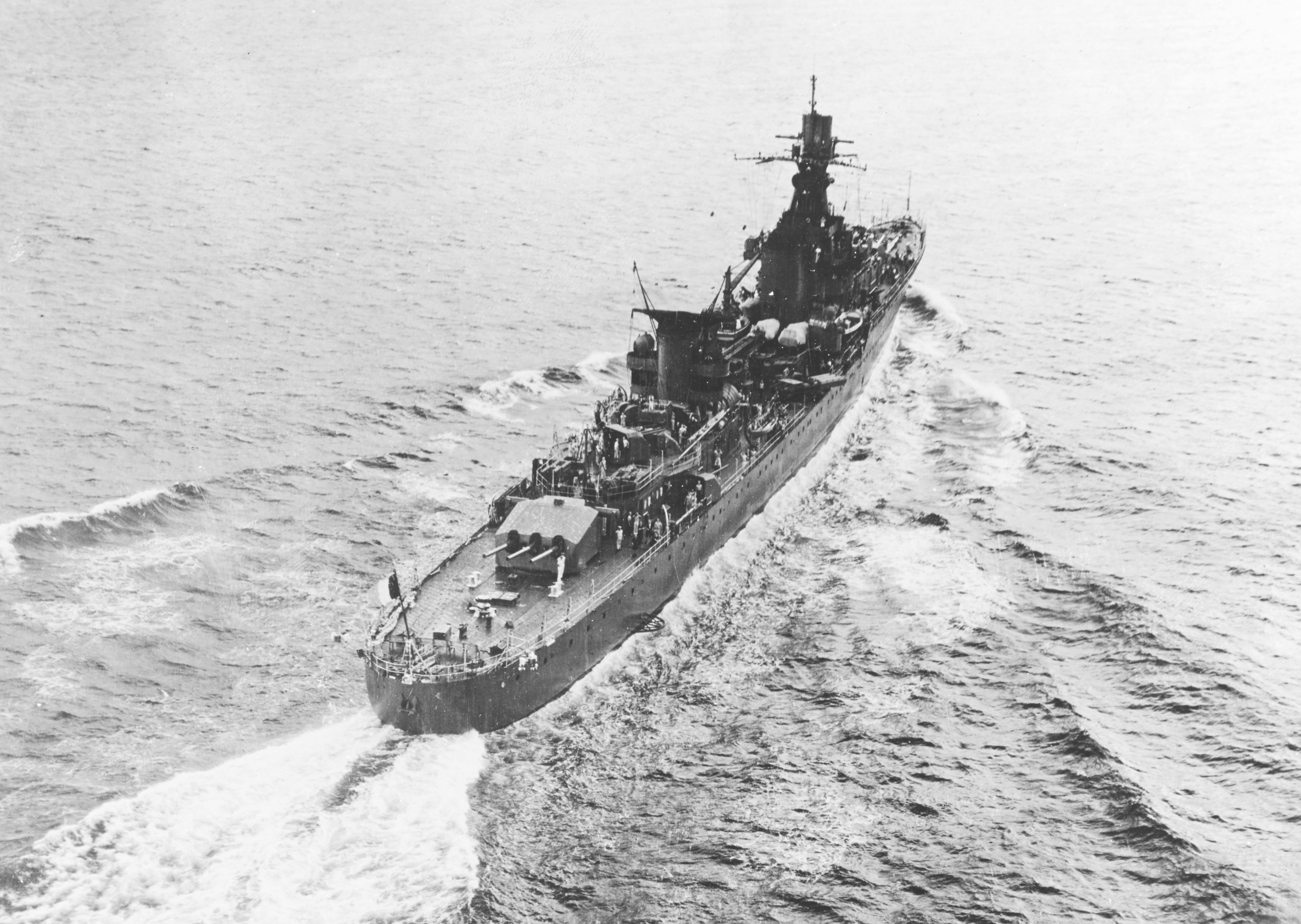
Émile Bertin

Během zkoušek křižník dosáhl velmi vysoké rychlosti 39,66 uzlu. Cenou za to bylo téměř chybějící pancéřování a lehká konstrukce trupu, který být roku 1935 zpevňován v oblasti dělových věží.
Po francouzské kapitulaci zůstal Émile Bertin společně s letadlovou lodí Béarn v přístavu Fort-de-France na Martiniku a zůstal podřízen Vichistické Francii. Nečinně zde kotvil až do roku 1943, kdy se obě lodi opět přidaly ke spojencům. Po modernizaci a přezbrojení v USA operoval do konce války v silách Svobodných Francouzů.
Po válce byl křižník nasazen také v Indočínské válce. Od roku 1947 se používal k výcviku dělostřelců a v roce 1952 byl převeden do rezervy. Sešrotován byl v roce 1959.